# Budapest IX. kerülete

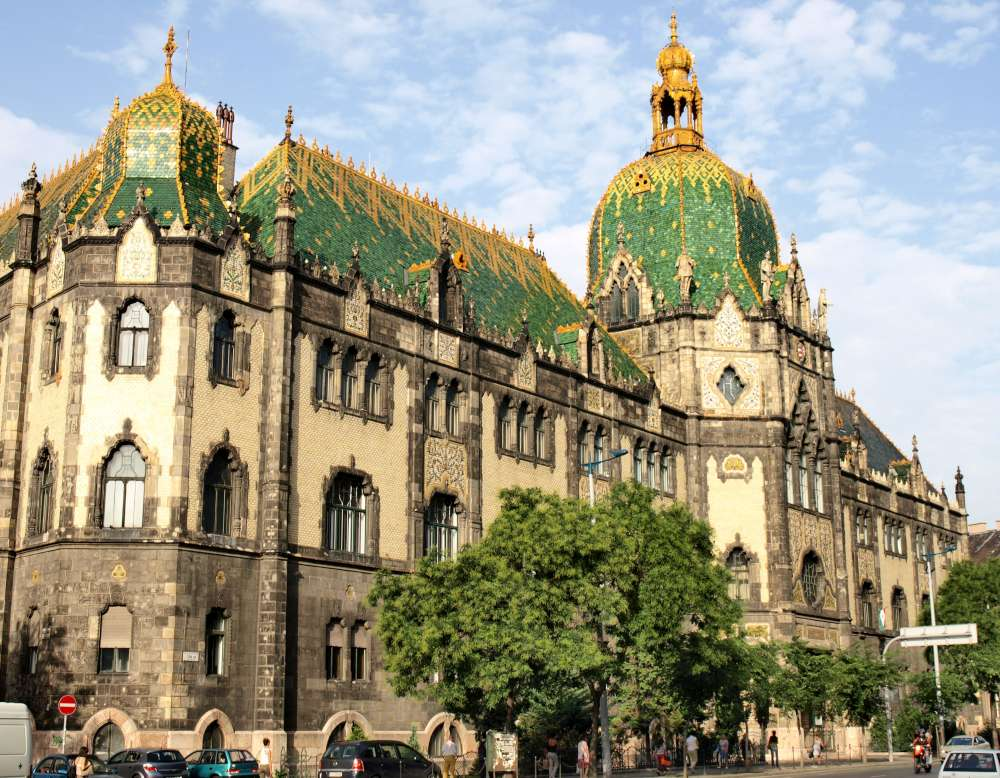
A Magyar Iparművészeti Múzeum épülete

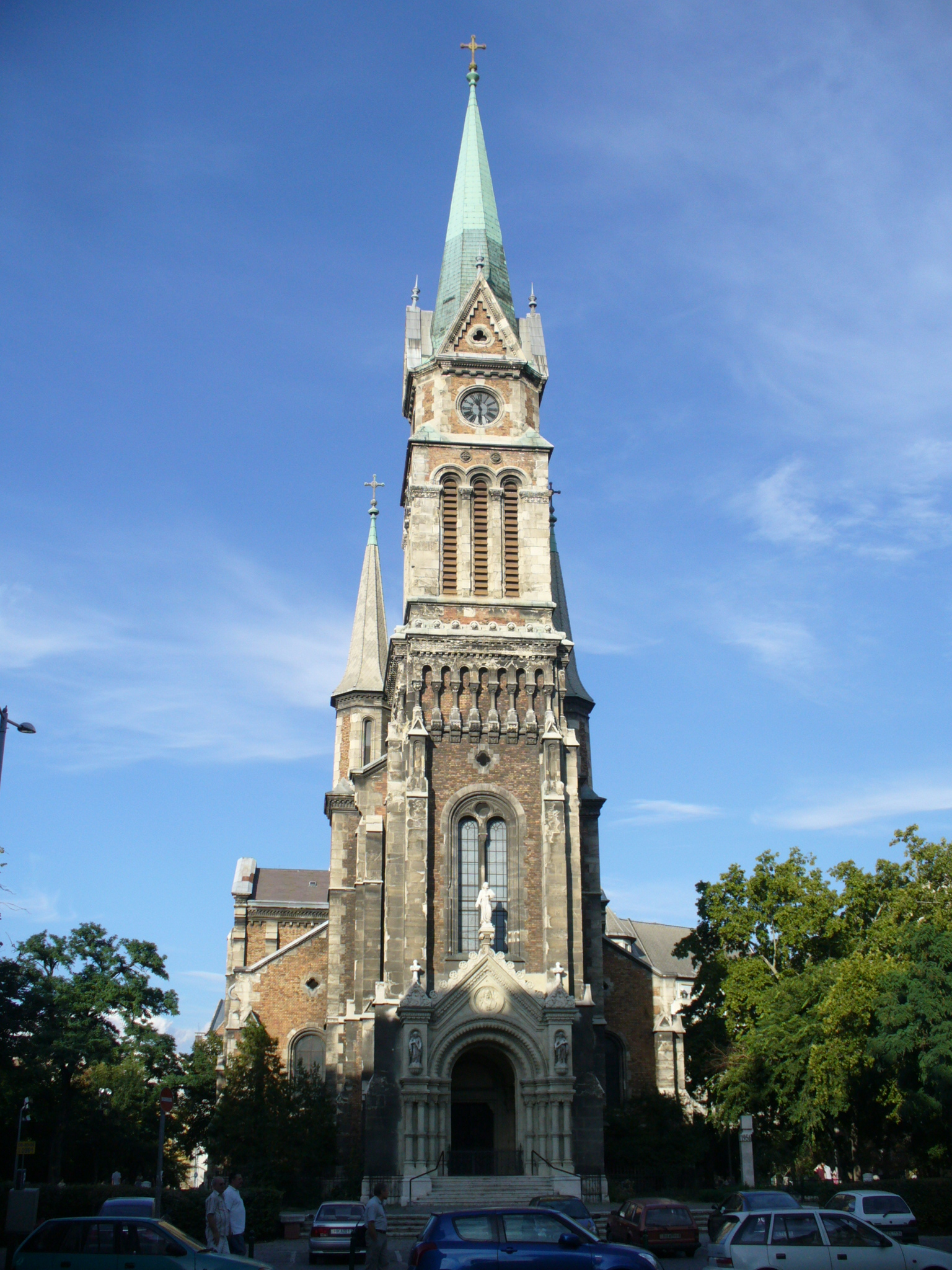
A Ferencvárosi plébániatemplom a Bakáts téren

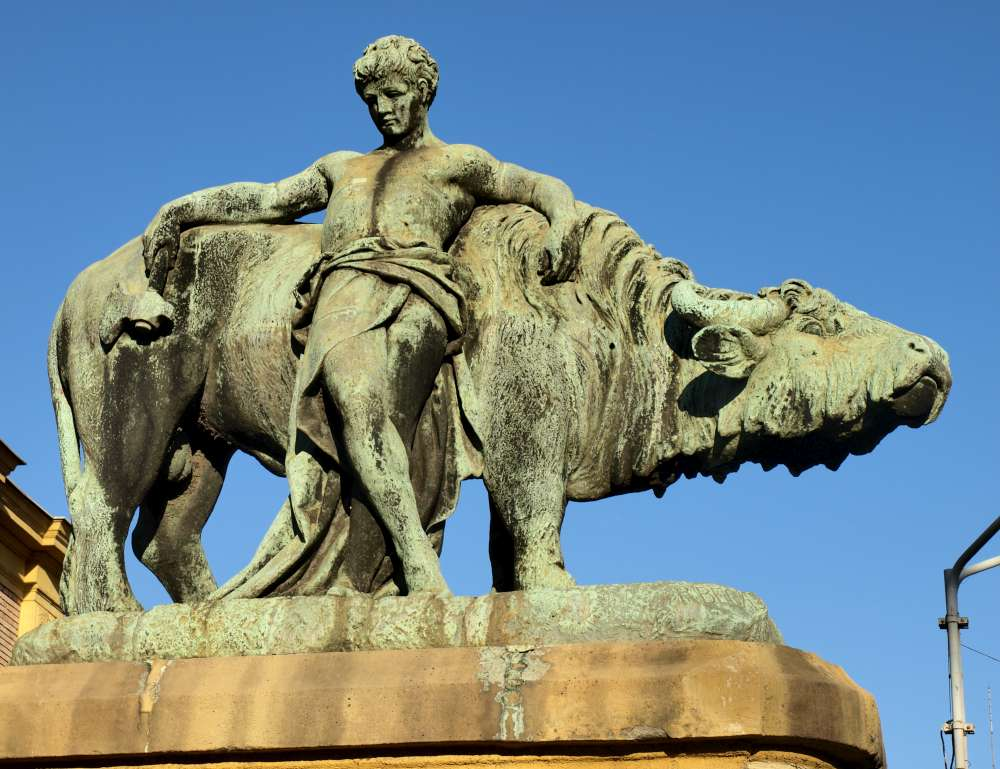
A Közvágóhíd főkapujának bal oldalán álló szobor. Reinhold Begas berlini szobrász eredetileg kőből készítette, amit 1937-ben bronzba öntöttek

Budapest IX. kerülete az egyik pesti kerület. Összefoglaló történelmi neve Ferencváros, a kerületi önkormányzat is ezt használja. A városrész 1792-ben I. Ferenc trónra lépésének alkalmából kapta ezt a nevet. A kerület dinamikusan fejlődő terület, ahol a régi ipari múlt és a modern városfejlesztés elegye lelhető fel. Ferencváros fontos kulturális, oktatási és gazdasági központ, amely a 21. századtól kezdve jelentős átalakuláson ment keresztül.
Ferencváros a 18. században indult fejlődésnek, amikor a területet a bővülő Budapest részeként kezdték kiépíteni. A 19. századra ipari negyeddé vált, különösen a vasútvonalak kiépítése és a Nagyvásártelep kialakítása miatt. A terület ipari és munkásnegyedként vált ismertté, ahol gyárak, raktárak és munkáslakások álltak.
A rendszerváltás után jelentős átalakuláson ment keresztül a kerület, különösen a Ferenc körút és a Duna-part környéke, ahol nagy volumenű ingatlanfejlesztések történtek. A régi ipari területeket felváltották a modern lakóépületek, irodaházak és kulturális intézmények. A Millenniumi Városközpont és a Bálna Budapest ma a kerület fontos városrészét képezi.
A kerület kulturális életének központi eleme a Ludwig Múzeum, amely a Millenniumi Városközpont része, és a kortárs művészet egyik legfontosabb magyar intézménye. A kerületben található a Nemzeti Színház és a Müpa (Művészetek Palotája) is, amelyek az ország legfontosabb kulturális központjai közé tartoznak.
Ferencváros számos parkjával és kulturális rendezvényeivel is vonzó a városlakók és a turisták számára. A kerületben gyakran rendeznek fesztiválokat és kulturális eseményeket, amelyek az új közösségi terek és a régi, felújított épületek környezetében zajlanak.

## Fekvése
A pesti oldal egyik kerülete. Északnyugatról  Budapest V. kerülete, északkeletről a VIII. kerület és a X. kerület, délkeletről a XIX. kerület és a XX. kerület határolja. Déli szomszédja a Ráckevei-Duna-ágon túl Budapest XXI. kerülete, nyugaton pedig a Dunán át a XI. kerülettel szomszédos.

## Története
Ferencváros sok évszázados múltra tekinthet vissza. A legújabb régészeti és írott források bizonyítják, hogy a mai Szabadság híd, Petőfi híd, Ferenc körút által határolt területen a XIII. században már biztosan létezett a Szenterzsébetfalva (rövidebben Szentfalva) nevű Árpád-kori település, mely önálló templommal rendelkezett. 1526. szeptember 19-én a mohácsi csatában győztes török sereg átkelt Budánál a Duna bal partjára és felgyújtotta Pest városát. Valószínűleg ekkor pusztult el Szentfalva is. A török megszállás másfél évszázada alatt a terület elnéptelenedett, a lakosság elmenekült és nem is tért vissza. Csupán Buda 1686-ban történt visszafoglalása után kezdődött Pest déli kültelkeinek újrahasznosítása
Az 1700-as évek közepétől indult meg a mai Belső-Ferencváros kiépülése, a Soroksári út (a mai Ráday utca) és a Széna piac (a mai Kálvin tér) fokozatos betelepülésével. 1749-ben megnyílt a Két Nyúlhoz címzett fogadó a mai Lónyay és Erkel utca találkozásánál, 1775-ből pedig már írásos emlék bizonyítja a Két Oroszlán fogadó működését a Széna piacnál. 1787-ben újabb fogadók nyíltak, a Négy Sarokhoz címzett a Széna piacon, a Két Medvéhez címzett a Soroksári úton. A Ráday utca közepén egy sörfőzde is működött, mellette, nagyjából a mai Erkel utca torkolatánál még két fogadó állt, melyet az Arany Oroszlánról és a Két kék kecskebakról neveztek el, a sort pedig a Három Királyokhoz címzett szálló zárta, mely a mai Kinizsi utca-Üllői út sarkán várta a kosztra-kvártélyra vágyó vendégeket. A fallal körülvett Pest déli kapuja, a Kecskeméti kapu előtt álltak meg az Erdélyből és az Alföldről elindult marhakereskedők és hajcsárjaik, akik a pesti vásárokra lábon hajtott jószágaikat akarták eladni. A Kálvin tér, az akkori Széna piac, volt az a hely, ahol mind állataik, mind ők maguk Pestre érve először megpihenhettek. Az őket kiszolgáló fogadósok és kocsmárosok teljesen logikusan a Széna piachoz közel eső telkeken építtették meg fogadóikat és kocsmáikat. A városiasodás első fejezete tehát egyfelől az állatkereskedelemhez, másfelől a vendéglátóiparhoz kapcsolódik.
1792-ben elhunyt II. Lipót király, utódaként I. Ferenc lépett a trónra. Az egyre fejlődő városrész polgárai elérkezettnek látták az időt ahhoz, hogy más pesti külvárosokhoz, Terézvároshoz, Lipótvároshoz, és Józsefvároshoz hasonlóan ez a terület is külön nevet nyerjen magának. Folyamodványt intéztek a városi tanácshoz, hogy az a Helytartótanácshoz, illetve a királynak továbbítsa névfelvételi kérelmüket. Sándor Lipót nádor 1792. december 4-i keltezésű leiratában tudatta a kérelmet írókkal, hogy a király hozzájárulását adta: a Pesttől délre fekvő terület a Ferencváros nevet viselheti.
1806-ban népszámlálást tartottak az országban, Ferencvárosban 1831 lakost és 220 épületet számoltak össze. Ekkorra már a mai Belső-Ferencváros nagyjából beépült, az utcák vonala kialakult. A városiasodás mértékét mutatta, hogy már a XVIII. század végén működött német nyelvű elemi iskola a mai Ráday utcában, 1803-tól pedig magyar nyelvű oktatás is folyt a Széna téri iskolában.
Középső Ferencvárosban a Mester utca és az Üllői út között, a jelenlegi Thaly Kálmán utca vonaláig az itteni szántóföldek felosztása révén, azok dűlő irányának megfelelően alakult ki a mai utcahálózat. Ferencvárosnak ezen a Rákos árkon (a jelenlegi Ferenc körúton) túli részén apró, falusias jellegű házak épültek, az itt lakók főleg zöldségtermesztéssel és állattenyésztéssel foglalkoztak.
1838. március 13. fontos mérföldkőnek bizonyult a terület fejlődése szempontjából: az árvíz, mely elárasztotta Pestet, szinte teljes egészében lerombolta a terjeszkedő Ferencvárost. 529 épületéből 438 összedőlt, 72 pedig súlyosan megrongálódott. Egyedül a Kálvin tér környéki épületek állták ki a megpróbáltatást.
A város újjáépítése az ár elvonultával rögtön megkezdődött. Előbb egy ideiglenes építési szabályzat, 1838 végétől pedig külön a Belváros és a külvárosok sajátos viszonyait figyelembe vevő rendszabály írta elő az építési módokat. Magyarországon ez volt az első építési szabályrendelet, amely készítői szerint alkalmas volt arra, hogy az 1838-as nagy katasztrófa ismétlődését megakadályozza. A szabályzat nemcsak a biztonságos építkezésre fordított különös gondot, hanem az egészségügyi követelmények megállapításán túl lehetőséget adott a városkép alakulás, városszabályozás pontos ellenőrzésére s végrehajtására is, mind a beépített, mind a még beépítendő területeken. A szabályzat két részből állt. Az egyik a város sűrűn lakott területeire, a másik Pest külvárosainak szélső részeire vonatkozott. A Rendszabás kimondta, hogy ezután csak szabályos engedélyezés alapján lehet építkezni és csak jogosított építőmesterek kivitelezhetik az engedélyezett építési terveket. Előírták, hogy a lakóházak nem építhetők három emeletnél magasabbra. Megszabták az emeletek magasságát is: 2 lábnál (64 centiméter) alacsonyabbra nem lehetett építeni. A földszint padlójának minden esetben az 1838. évi árvíz legmagasabb szintje fölött 6 hüvelyknyire (15-16 centiméter) kellett lennie. A városban még ma is sok helyen látható árvíztáblák nemcsak egyszerűen emlékei a nagy árvíznek, hanem az új építkezések ellenőrzését segítették. Az árvíz elmúltával a városi tanácsnak és a Pest fejlesztését irányító Szépítő Bizottmánynak a figyelme hamar a legtöbbet szenvedett városrész, Ferencváros felé irányult. A beomlott házak nagy száma, nemcsak a régi utcáknak a szabályozását könnyítette meg, de új utak és terek megnyitását is lehetővé tette. Az utca-szabályozási tervek középpontjában közvetlenül az árvíz után a Soroksári út középső szakaszának a rendezése állott. A városrész plébániatemplománál a Duna felé kanyarodó Soroksári utat (Ráday utca) a belvároshoz közel eső szakaszával egy vonalba kellett hozni. Ez a terv a templom és a Boráros tér közötti telkek, és a rajtuk levő romházak kisajátítását vonta maga után. Az út vonalának kijelölésévél megindult annak feltöltése is. A munkálatok gyorsan haladtak előre és Erhárd Ágoston városi mérnök 1838. november 18-án már a Soroksári-út új vonalában létesült töltés elkészültét jelenthette a Szépítő Bizottmánynak.  Az árvíz évében került sor a régi Ferencváros két nagy terének, a Bakáts és Ferenc térnek a kialakítására is. A Bakáts tér az 1822-ben épült ideiglenes plébániatemplom telke körül alakult ki, míg a régi Fő-utca (ma Tompa- és Balázs Béla utca) tengelyében létesült Ferenc tér 12 házhely kisajátítása révén jött létre.
Az 1850-es évek elejétől Pest-Buda ipari, kereskedelmi és népesedési fejlődése felgyorsult. 1851-ben a városrészek együttes lakossága 172 ezer főt tett ki. Ferencvárosban ebben az évben 8280 lakót számoltak össze. Az ipari üzemek is ekkor kezdtek nagyobb számban megtelepedni e területen, elsősorban a Belső-Ferencvárosban. Az 1850-es években már szinte minden utcasarkon egy-egy gépgyár, bőrgyár vagy asztalos-üzem működött. A Ráday utcában volt Röck István gépgyára melyet még 1842-ben alapított, a Ráday utca 32. alatt Prückler Ignác pezsgőgyára, "Prückler Ignácz Magyarország első rum-, likőr- és pezsgőgyára" (az országban ő készített először pezsgőt!), a mai Lónyay utcában üzemek egész sora alakult egymás után. A Lónyay utca 10. szám alatt Schlick Ignác nyitott vasöntödét 1844-ben, a 11. szám alatt Vidats István alapította meg mezőgazdasági gépgyárát 1845-ben, a Birly-féle bőrgyár a 29. szám alatt kezdte meg működését, melyből hamarosan a Lutzenbacher testvérek asztalosárugyárat alakítottak ki. Ide települt és vette át a gyárat 1865-től a norvég származású Gregersen Gudbrand, aki nemzetközi hírű építővállalattá fejlesztette az üzemet.

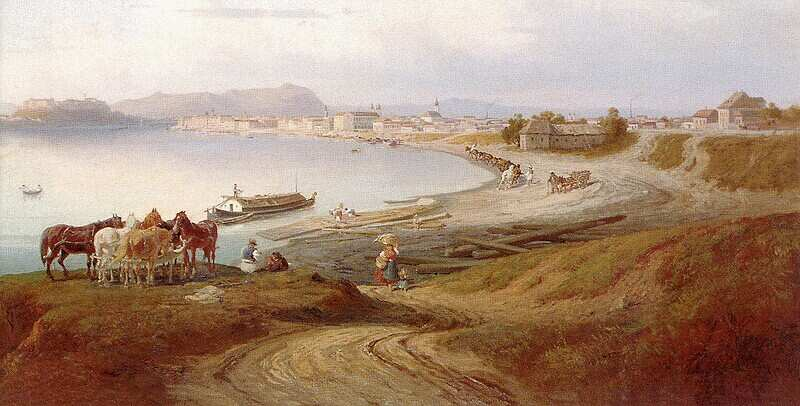
Ligeti Antal: Buda és Pest látképe a Ferencváros felől (1866)

Az 1860 és 1890 közötti évtizedek alatt a Belső-Ferencváros teljesen városiasodott, polgáriasodott területté vált, a gyárakat fokozatosan a Boráros téren és a Ferenc körúton kívül építették fel. A Soroksári út mentén öt nagy gőzmalom, három vágóhíd, kettő nagy szalámigyár, és számos vegyiüzem sorakozott egymás mellett. A működésükhöz elengedhetetlen volt a nyersanyag-szállítási igények kielégítése is: 1875-től a vasútvonalak egész rendszere hálózta be Ferencváros Duna menti iparvidékét. 1877-re kiépült Közép-Európa legnagyobb rendezőpályaudvara a Külső-Ferencváros közepén, a Boráros tér és a közvágóhíd közötti területen létrejött a Budapest-Dunapart teherpályaudvar, és az ország nyugati és keleti fele között is megszületett a vasúti kapcsolat az ún. összekötő vasút (lásd: Összekötő vasúti híd) révén. Vasútvonal vezetett be az 1874-ben elkészült Fővámházba, melyben a külföldről folyón és vasúton szállított áruk vámügyeit kezelték, és vasút vezetett be az 1896-ra elkészült Központi Vásárcsarnokba is, melyet eredetileg egyszerre szántak nagybani piacnak és lakossági piacnak, de aztán hamarosan rájöttek, hogy egy nagybani piacnak Pest központjában nincs helye. Amikor a Nagyvásártelep létesítésének gondolata megszületett és végül a Hídépítő utca és a Helyi kikötő út közötti területen 1932-ben megépült, már nem is lehetett kérdés, hogy ennek is Ferencváros ad otthont.
Ugyanezekben az évtizedekben a Mester utca menti Középső-Ferencváros is jelentős átalakuláson ment át. Új házak, bérkaszárnyák épültek az addigi egyszintes falusias házak mellett, hogy a ferencvárosi üzemekben dolgozó munkáscsaládoknak otthont adjanak. A századfordulóra Ferencváros lakosságszáma több mint kétszeresére, 70 ezerre nőtt, a lakosok nagyobb része pedig már a bérkaszárnyákban lakott. Ezen a területen is voltak gyárak, de természetesen kisebbek, mint a Soroksári út mentén. A Thaly Kálmán utca-Üllői út sarkán a Strobentz testvérek vegyigyára állt, a Lenhossék utca Üllői úti végén a Szandtner tésztagyár működött, a Gát utcában kenyérgyár állt, s a Mester utca 29. szám alatt volt megtalálható a főváros legnevesebb hentesbolthálózatának központja, a Brauch-féle hentesárugyár. A Brauch termékek ismertek és népszerűek voltak Budapest-szerte, Brauch hentesbolt több központi téren is működött, így a Nagyvárad téren, a Rákóczi téren, volt standjuk a Központi Vásárcsarnokban is, de legpatinásabb boltjuk a Fővám téren, az egykori Nádor Szálló földszintjén működött (ma egy Burger King étterem van a helyén).
A századfordulóra tehát Ferencváros három jól elkülöníthető részre tagolódott
1. A polgári Ferencvárosra, a mai Belső-Ferencvárosra
2. A gyárnegyed jellegét öltő, Soroksári út menti Külső-Ferencvárosra. (Ezen a területen 1855 és 1918 között 77 20 főnél több munkást alkalmazó üzem működött.)
3. Valamint a gyárnegyedben dolgozó, de a közelben lakó munkásoknak otthont nyújtó Középső-Ferencvárosra.

1896 nem csupán Magyarország és Budapest, hanem Ferencváros számára is kimagaslóan fontos évnek bizonyult. A millenniumi ünnepségsorozat eredményeként több, a mai napig meglévő középülettel gazdagodott kerületünk. Ebben az évben adták át a Ferenc József (mai Szabadság) hidat, mely a Lánchíd és a Margit híd után harmadik budapesti közúti hídként biztosította az összeköttetést Pest és Buda között. Az év októberében avatták fel az Iparművészeti Múzeumot, mely egyedülálló építészeti örökségével méltán vált a főváros egyik jelképévé. A Központi Vásárcsarnok is 1896-ban készült el, és a Ferenc körút hivatalos átadásával a Nagykörút is teljes hosszában megnyílt. A századfordulós Ferencváros, melyet élelmiszeripari egységei miatt Budapest gyomrának is neveztek, ekkor érte el történetének addigi legfejlettebb állapotát.
De elérte befogadóképessége határát is, s az 1900-as évektől a lakásviszonyok javítása vált a legégetőbb kérdéssé. Munkáslakótelepek építésével átmenetileg a helyzet javult, de az első világháború minden nagyszabású városfejlesztési terv megvalósítását megakadályozta, az 1918-as vereség és következményei pedig alapjaiban változtatták meg Budapest szerepét az ország életében. Az elcsatolt területekről érkező menekült családok, a frontról vagy hadifogságból hazaérkező katonák, az állásukat vesztett munkások lakásgondjait nem lehetett egyszerre megoldani. A Külső-Ferencváros hamarosan a nyomornegyedek területévé vált. A szükséglakótelepek és a velük járó problémahalmaz több évtizedre meghatározta a fejlesztési elképzeléseket. A Gyáli úton, az FTC pálya árnyékában létesült még 1914 végén a Zita barakkórház, mely 1920 után már szükséglakótelepként működött, több mint ezer ember lakott itt fabarakkokban. Az Üllői út mentén, az Ecseri út torkolatánál létesült a Mária Valéria barakkórház 1915-ben, mely 1920 után a leghírhedtebb és legtovább fennmaradó szükséglakóteleppé vált. Volt év, amikor 10 ezren is éltek a telepen, mely több egységből állt, téglaépületek és faházak furcsa egyvelegeként, külön rendőrőrssel, a telep közepén ingyenkonyhával. Furcsának tűnhet, de még ezeken a szükséglakótelepeken is volt lakbér, azok az emberek viszont, akik a heti néhány pengő megfizetésére sem voltak képesek, illegális telepet építettek maguknak.
A Ferencvárosi Rendezőpályaudvarral szemben, nagyjából a mai Vágóhíd utca – Mester utca – Könyves Kálmán körút – Gyáli út határolta területen állt a kiserdei telep, mely valamikor valóban fás-bokros terület volt, de az 1920-as évek elejére a fákat és bokrokat kivágták az idemenekülők, aprócska kalyibákat építettek a helyükre, a hatóságoknak fittyet hányva falu létesült a nagyvárosban. A főváros vezetése majdnem 2 évtizedig nem tudott mit kezdeni a kiserdővel, végül 1941-ben számolták fel, ugyanabban az évben, amikor a Zita telep is megszűnt. A Mária Valéria azonban túlélte a világháborút is, sőt, több mint egy évtizedig az új hatalom sem tudott mit kezdeni a szükséglakóteleppel.
A második világháború hadi eseményei nagy károkat okoztak Ferencvárosban, emberéletben és épületekben egyaránt. Mivel a kerületben számos ipari üzem működött, a szövetségesek bombatámadásainak célpontja elsősorban a mai Középső és Külső Ferencváros gyárai, illetve pályaudvarai voltak. A bombázások és az utcai harcok azonban a középületeket és a lakóházakat sem kímélték. Több mint kétezer lakás sérült meg és 556 lakás teljesen megsemmisült. Súlyos károkat szenvedett a Fővámház, az Iparművészeti Múzeum, a Kálvin téri református templom, a Szent László és Szent István kórház. A kerület egyik legjellegzetesebb épületét, a Boráros téren álló Elevátorházat a háború után le is kellett bontani.
A világháborút követő időszakban a lakáshelyzet terén történt a legnagyobb változás. 1957-ben megindult a barakkok bontása, és lakótelep épült a hírhedt Mária Valéria helyén. 1966-ig 7101 lakás készült el, 1980-ban pedig újabb 899 lakást adtak át az új József Attila-lakótelepen. A 70-es, 80-as években lebontották a Mihalkovics, Telepy, Gubacsi úti munkáslakótelepet, valamint a Vágóhíd utca 35-37. sz. alatti szükséglakótelepet, de a történeti városrészek többi területét évtizedeken keresztül elhanyagolták. 1990-ben a kerület 33 ezer lakásából több mint 29 ezer volt állami bérlakás, melyeknek karbantartása nem volt megfelelő. Az épületek műszaki állapota leromlott, mely egyre nagyobb területeken vezetett visszafordíthatatlanná. Az 1980-as évek második felében Középső Ferencváros három tömbjében kezdődött meg az állami, fővárosi forrásokra alapozó rehabilitáció, amely előképe lett a későbbi városmegújításnak. Ebben az évtizedben Ferencváros lakóinak száma 90 ezerről 76 ezerre csökkent.
A IX. kerület városrészeinek hivatalos nevei és területi lehatárolásuk 2012. december 27-étől:
1. Belső-Ferencváros - IX. kerület
  - Kálvin tér – Üllői út – Ferenc körút – Boráros tér – Duna folyam – Fővám tér – Vámház körút.
2. József Attila-lakótelep - IX. kerület
  - Üllői út az Ecseri úttól a Határ útig – M5-ös autópálya bevezető szakasza – Epreserdő utca – Ecseri út az Üllői útig.
3. Középső-Ferencváros - IX. kerület
  - Boráros tér – Ferenc körút – Üllői út – Keleti pályaudvar-Kelenföldi pályaudvar közötti vasútvonal – Duna folyam.
4. Külső-Ferencváros - IX. kerület
  - Keleti pályaudvar-Kelenföldi pályaudvar közötti vasútvonal – Üllői út – Ecseri út – Epreserdő utca – M5-ös autópálya bevezető szakasza – Határ út – Ráckevei (Soroksári)-Duna-ág – Duna folyam.

## Népesség
A IX. kerület lakónépessége 2022. október 1-jén 59 588 fő volt, ami Budapest össznépességének 3,5%-át tette ki. A 2011-es népszámlálás óta 1965 fővel csökkent a kerület lakosságszáma. Ebben az évben az egy km²-re jutó lakók száma, átlagosan 4756 ember volt. A IX. kerület népesség korösszetétele igen kedvezőtlen. 2022-ben a kerület lakónépességének a 10%-a 14 évnél fiatalabb, míg a 65 éven felülieké 16% volt. 2022-ben a férfiaknál 73,6, a nőknél 79,5 év volt a születéskor várható átlagos élettartam. A legmagasabb befejezett iskolai végzettség szerint a diplomával rendelkezők élnek a legtöbben a kerületben 24 007 fő, utánuk következő nagy csoport az érettségi végzettséggel rendelkezők 17 910 fővel. 2022-ben a 6 évnél idősebb népesség 91%-nál volt internet elérési lehetősége. A népszámlálás adatai alapján a kerület lakónépességének 30,8%-a, mintegy 18 339 személy vallotta magát valamely kisebbséghez tartozónak. A kisebbségek közül ukrán, német és cigány nemzetiségűnek vallották magukat a legtöbben.
A 19. század utolsó harmadától a IX. kerület lakosságszáma dinamikusan növekedett, egészen 1941-ig. A kerület népesség fejlődést a második világháború akasztotta meg. A háború következtében a kerület a lakosságának a 14,8%-át veszítette el. A 60-as években ugrásszerűen megnőtt a kerület népessége, azonban a 70-es évektől, egészen napjainkig csökken a kerület népességszáma, ma már kevesebben laknak a IX. kerületben, mint 1900-ban. A legtöbben 1941-ben éltek a kerületben 109 817 fő.
A 2022-es népszámlálási adatok szerint a magukat vallási közösséghez tartozónak valló I. kerületiek túlnyomó többsége római katolikusnak tartja magát. Emellett jelentős egyház a kerületben, még a református.

### Iskolai végzettség
| Iskolai végzettség                | Iskolai végzettség               | Iskolai végzettség | Iskolai végzettség | Iskolai végzettség |
| --------------------------------- | -------------------------------- | ------------------ | ------------------ | ------------------ |
|                                   |                                  |                    |                    | fő                 |
| Általános iskolát nem végezte el  | Általános iskolát nem végezte el |                    | 3302               | 3302               |
| Általános iskola                  | Általános iskola                 |                    | 6462               | 6462               |
| Szakmunkás                        | Szakmunkás                       |                    | 4956               | 4956               |
| Érettségi                         | Érettségi                        |                    | 17910              | 17910              |
| Diploma                           | Diploma                          |                    | 24007              | 24007              |
| A 2022. évi népszámlálás szerint. |                                  |                    |                    |                    |

A 2001-es népszámlálási adatok alapján, a IX. kerületben a legmagasabb befejezett iskolai végzettség szerint az érettségi végzettséggel rendelkezők éltek a legtöbben 18 947 fővel. Második legnagyobb csoport az általános iskolai végzettséggel rendelkezőek voltak 16 646 fővel, utánuk következett a diplomával rendelkezők 10 293 fővel, az általános iskolai végzettséggel nem rendelkezők 8100 fővel, végül a szakmunkások 5621 fővel.
A 2011-es népszámlálási adatok alapján, a IX. kerületben a legmagasabb befejezett iskolai végzettség szerint az érettségi végzettséggel rendelkezők éltek a legtöbben 19 917 fővel. Második legnagyobb csoport a diplomával rendelkezőek voltak 19 551 fővel, utánuk következett az általános iskolai végzettséggel rendelkezők 9503 fővel, a szakmai végzettséggel rendelkezők 5790 fővel, végül az általános iskolai végzettséggel nem rendelkezőek 3591 fővel.
A 2022-es népszámlálási adatok alapján, a IX. kerületben a legmagasabb befejezett iskolai végzettség szerint a diplomával rendelkezők éltek a legtöbben 24 007 fővel. Második legnagyobb csoport az érettségi végzettséggel rendelkezőek voltak 17 910 fővel, utánuk következett az általános iskolai végzettséggel rendelkezők 6462 fővel, a szakmunkás végzettséggel rendelkezők 4956 fővel, végül az általános iskolai végzettséggel nem rendelkezőek 3302 fővel.

### Etnikai összetétel
A 2001-es népszámlálás adatok szerint a kerület lakossága 62 995 fő volt, ebből 58 618 fő magyarnak vallotta magát. A kerület lakosságának a 7,2%-a vallotta magát valamely kisebbséghez tartozónak. Magyar állampolgársággal rendelkező nemzetiségiek száma 3256 fő, míg a magyar állampolgársággal nem rendelkezők száma 1299 fő volt. Az első három legnagyobb nemzetiségi csoport a kerületben a cigány (1070 fő), német (530 fő) és a görög (225 fő) volt. A cigányok aránya a népszámlálásokban szereplőnél lényegesen magasabb, akár három négyszerese is lehet.
A 2011-es népszámlálás adatok szerint a kerület lakossága 61 553 fő volt, ebből 49 662 fő magyarnak vallotta magát. A kerület lakosságának a 14,9%-a vallotta magát valamely kisebbséghez tartozónak. Magyar állampolgársággal rendelkező nemzetiségiek száma 6429 fő, míg a magyar állampolgársággal nem rendelkezők száma 2731 fő volt. Az első három legnagyobb nemzetiségi csoport a kerületben a cigány (1296 fő), német (1083 fő) és a román (376 fő) volt. 10 év alatt a legjelentősebben a németek és a románok száma nőtt.
A 2022-es népszámlálás adatok szerint a kerület lakossága 59 588 fő volt, ebből 46 294 fő magyarnak vallotta magát. A kerület lakosságának a 30,8%-a vallotta magát valamely kisebbséghez tartozónak. Magyar állampolgársággal rendelkező nemzetiségiek száma 11 243 fő, míg a magyar állampolgársággal nem rendelkezők száma 7096 fő volt. Az első három legnagyobb nemzetiségi csoport a kerületben az ukrán (1556 fő), német (1007 fő) és a cigány (786 fő) volt. 11 év alatt a legjelentősebben az ukránok és a kínaiak száma nőtt.

## Politika

### Önkormányzat
A kerület polgármesterei a rendszerváltás óta a következők voltak:
| Terminus  | Név               | Jelölő szervezet(ek)           | Megjegyzés |
| --------- | ----------------- | ------------------------------ | ---------- |
| 1990–1994 | Gegesy Ferenc     | nem ismert                     |            |
| 1994–1998 | Gegesy Ferenc     | SZDSZ-MDF-KDNP-Fidesz          |            |
| 1998–2002 | Gegesy Ferenc     | SZDSZ-MSZP                     |            |
| 2002–2006 | Gegesy Ferenc     | SZDSZ-MSZP                     |            |
| 2006–2010 | Gegesy Ferenc     | SZDSZ                          |            |
| 2010–2014 | Dr. Bácskai János | Fidesz-KDNP                    |            |
| 2014–2019 | Dr. Bácskai János | Fidesz-KDNP                    |            |
| 2019–2024 | Baranyi Krisztina | Momentum-DK-MSZP-Párbeszéd-LMP |            |
| 2024–     | Baranyi Krisztina | BKFE                           |            |

Gegesy Ferenc húsz évig vezette a kerületet. Nevéhez fűződik a városrehabilitációs program, melynek keretében a IX. kerület megújult.
Gegesy Ferenc 2006-ban egyéni országgyűlési képviselő lett, Ferencváros 12. országgyűlési választókörzetében, a második fordulóban visszalépő korábbi képviselő, dr. Kökény Mihály (MSZP) támogatásával. 2008 szeptemberében az SZDSZ politikájával nem tudott azonosulni, ezért kilépett az SZDSZ-ből. Úgy gondolta, mivel a parlamenti mandátumához az SZDSZ jelöltjeként jutott, ezért azt is vissza kell adnia és ugyanaznap a képviselői helyéről is lemondott.
A kerületi hírekről a lakók a Ferencváros Újság lapból értesülhetnek.

### A 2024-es önkormányzati választás eredménye
- A polgármester-választás eredménye[26]

| Jelölt neve        | Jelölő szervezet(ek) | Jelölő szervezet(ek)                                   | Szavazatok száma | Szavazatok aránya |
| ------------------ | -------------------- | ------------------------------------------------------ | ---------------- | ----------------- |
| Baranyi Krisztina  |                      | BKFE                                                   | 10 338           | 43,75%            |
| Gyurákovics Andrea |                      | Fidesz-KDNP                                            | 6691             | 28,31%            |
| Dr. Gegesy Ferenc  |                      | Független                                              | 5279             | 22,34%            |
| Kvacskay Károly    |                      | Mi Hazánk                                              | 1001             | 4,24%             |
| Cséplő Dániel      |                      | Szolidaritás – Lokálpatrióták7 – Helló Pesterzsébetiek | 323              | 1,37%             |
| Összesen           |                      |                                                        | 23 632           | 100%              |

- A képviselőtestület-választás eredménye[27]

| Párt | Párt          | Mandátumok | Képviselő-testület | Képviselő-testület | Képviselő-testület | Képviselő-testület | Képviselő-testület | Képviselő-testület | Képviselő-testület | Képviselő-testület | Képviselő-testület | Képviselő-testület | Képviselő-testület | Képviselő-testület | Képviselő-testület |
| ---- | ------------- | ---------- | ------------------ | ------------------ | ------------------ | ------------------ | ------------------ | ------------------ | ------------------ | ------------------ | ------------------ | ------------------ | ------------------ | ------------------ | ------------------ |
|      | BKFE          | 13         | P                  |                    |                    |                    |                    |                    |                    |                    |                    |                    |                    |                    |                    |
|      | Fidesz – KDNP | 3          |                    |                    |                    |                    |                    |                    |                    |                    |                    |                    |                    |                    |                    |
|      | DK – MSZP     | 2          |                    |                    |                    |                    |                    |                    |                    |                    |                    |                    |                    |                    |                    |

### Országgyűlési képviselők
A kerület két országgyűlési egyéni választókerülethez tartozik. 2010-ig a belső rész alkotta a budapesti 12. számú választókerületet, a külső rész pedig a XX. kerület egy részével a 13. számút. 2014-től a belső rész az V.  és az I. kerülettel az 1. számú OEVK-hoz tartozik, a külső pedig a VIII. kerülettel a 6. számúhoz.
Korábbi országgyűlési képviselők 1990 és 2014 között:
- a 12. számú választókerületben
  - 1990–1994: Szabó Iván (MDF)[28]
  - 1994–1998: Kökény Mihály (MSZP)[29]
  - 1998–2002: Tirts Tamás (Fidesz)[30]
  - 2002–2006: Kökény Mihály (MSZP)[31]
  - 2006–2008: Gegesy Ferenc (SZDSZ)
  - 2009–2014: Dr. Bácskai János (Fidesz)
- a 13. számú választókerületben
  - 1990–1994: Zacsek Gyula (MDF)
  - 1994–2002: Csintalan Sándor (MSZP)
  - 2002–2010: Pál Tibor (MSZP)
  - 2010–2014: Dr. Vas Imre (Fidesz)

Az új választókerületek országgyűlési képviselői 2014-től:
- az 1. számú választókerületben
  - 2014–2018: Rogán Antal (Fidesz)
  - 2018–: Csárdi Antal (LMP)
- a 6. számú választókerületben
  - 2014–2018: Dr. Vas Imre (Fidesz)
  - 2018–2022: Kocsis Máté (Fidesz)
  - 2022–: Jámbor András (Párbeszéd)

## Főbb látnivalók
- Semmelweis Egyetem (korábbi nevén: Semmelweis Orvostudományi Egyetem)
- Budapesti Corvinus Egyetem (korábbi nevén: Budapesti Közgazdaság-tudományi Egyetem)
- Ferencvárosi plébániatemplom (Bakáts tér)
- Holokauszt emlékhely (A Páva utcai volt zsinagóga épülete mellett)
- Iparművészeti Múzeum
- József Attila szülőháza (Gát utca 3.) Itt működik a József Attila Emlékhely,[32] ahol az Eszmélet című kiállítás elvitte a 2015-ös Év Kiállítása díjat.[33]
- Kálvin téri református templom
- Központi Vásárcsarnok
- Művészetek Palotája
- Nemzeti Színház
- Pinceszínház
- Ferencvárosi Művelődési Központ
- Ráday utca
- Zwack Unicum Múzeum és Látogatóközpont (Dandár u. 1.)
- Páli Szent Vince-plébániatemplom
- Bartók Béla Unitárius Egyházközség Misszióház
- A Négyszögletű Kerekerdő Mesélője szobor Lázár Ervinnek, A Négyszögletű Kerek Erdő mű szerzőjének, míg a központi szoborhoz készített  kisebb szobrok a mese szereplőinek (Dömdödöm, Mikkamakka, Ló Szerafin, Vacskamati és Bruckner Szigfrid) állítanak emléket.[34]
- A Magyar Nemzeti Múzeum 2017. november 25-én nyíló új állandó kiállítóhelye „A pokol bugyrai… „Málenkij robot” – Kényszermunka a Szovjetunióban”, a második világháború után tömegesen elhurcolt nők és férfiak számára állít emléket. A kiállításnak egy, Ferencvárosi pályaudvar mellett álló épület ad otthont. Az épület egykor a Magyar Államvasutak légoltalmi óvóhelye és vezetési pontjaként üzemelt, napjainkban pedig a központi Málenkij Robot Emlékhelyként.[35]

## Sport
Itt működik az ország egyik jelentős sportegyesülete, az FTC, amelynek labdarúgóstadionja, a Groupama Aréna az Üllői úton van.

## Fontosabb közterületek
- Bakáts tér
- Boráros tér
- Dzsumbuj (megszűnt, elbontott)
- Haller utca
- Ferenc tér[36]
- Kálvin tér (déli oldala)
- Vámház körút (A Kiskörút déli szakasza)
- Könyves Kálmán körút (A Hungária körgyűrű déli szakasza)
- Ferenc körút (A Nagykörút déli szakasza)
- Ráday utca
- Soroksári út
- Üllői út

## Díszpolgárok
- 1992 – Angyal István (posztumusz)
- 1992 – Ravasz László (posztumusz)
- 1995 – Molnár Miklós református lelkész
- 1996 – Marton Éva
- 1997 – Parádi Gyula plébános
- 1997 – Tavaszy Noémi képzőművész
- 1999 – Springer Ferenc (posztumusz)
- 2000 – Ritoók Zsigmond
- 2001 – Dobai Péter
- 2001 – Péli Tamás (posztumusz)
- 2003 – Kis Gyula (posztumusz)
- 2004 – Kerényi Lajos
- 2005 – József Attila (posztumusz)
- 2006 – Lázár Ervin
- 2008 – Váradi István
- 2009 – Salkaházi Sára (posztumusz)
- 2010 – Berlász Jenő[37]
- 2011 – Albert Flórián[38]
- 2012 – Zwack Péter (posztumusz)
- 2013 – Erdő Péter
- 2014 – Gegesy Ferenc
- 2015 – Latinovits Zoltán (posztumusz)[39]
- 2016 – Magyar Zoltán[40]
- 2017 – Demjén Ferenc[41]
- 2018 – Gera Zoltán
- 2019 – Závada Pál
- 2020 – Kurtág György
- 2021 – Frenreisz Károly
- 2022 – Pánovics József orvos, urológus
- 2023 – Grunwalsky Ferenc
- 2024 – Ludassy Mária

## Képgaléria

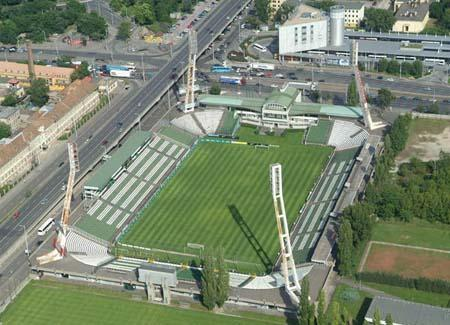
Az Albert Flórián Stadion
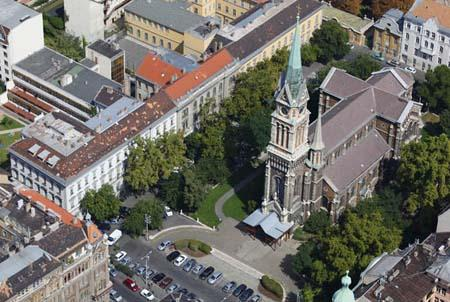
A Bakáts tér ortofotója
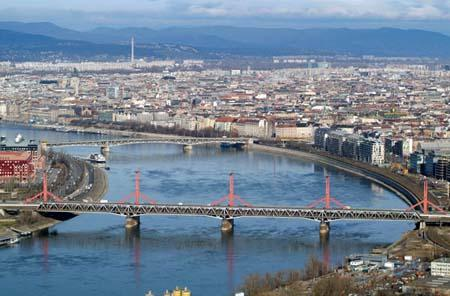
A Rákóczi híd felülről (régebben: Lágymányosi híd)
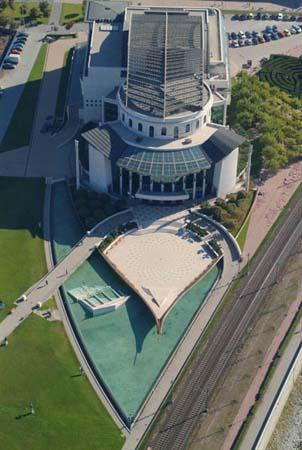
Az új Nemzeti Színház légifotón
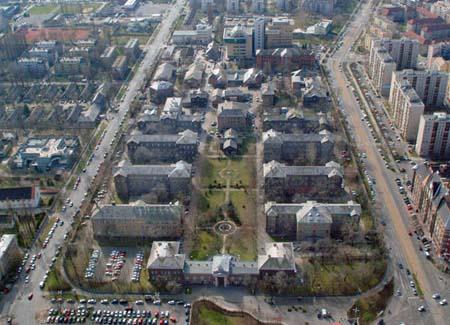
A Szent István Kórház madártávlatból